# プリムス・エクスプローラー

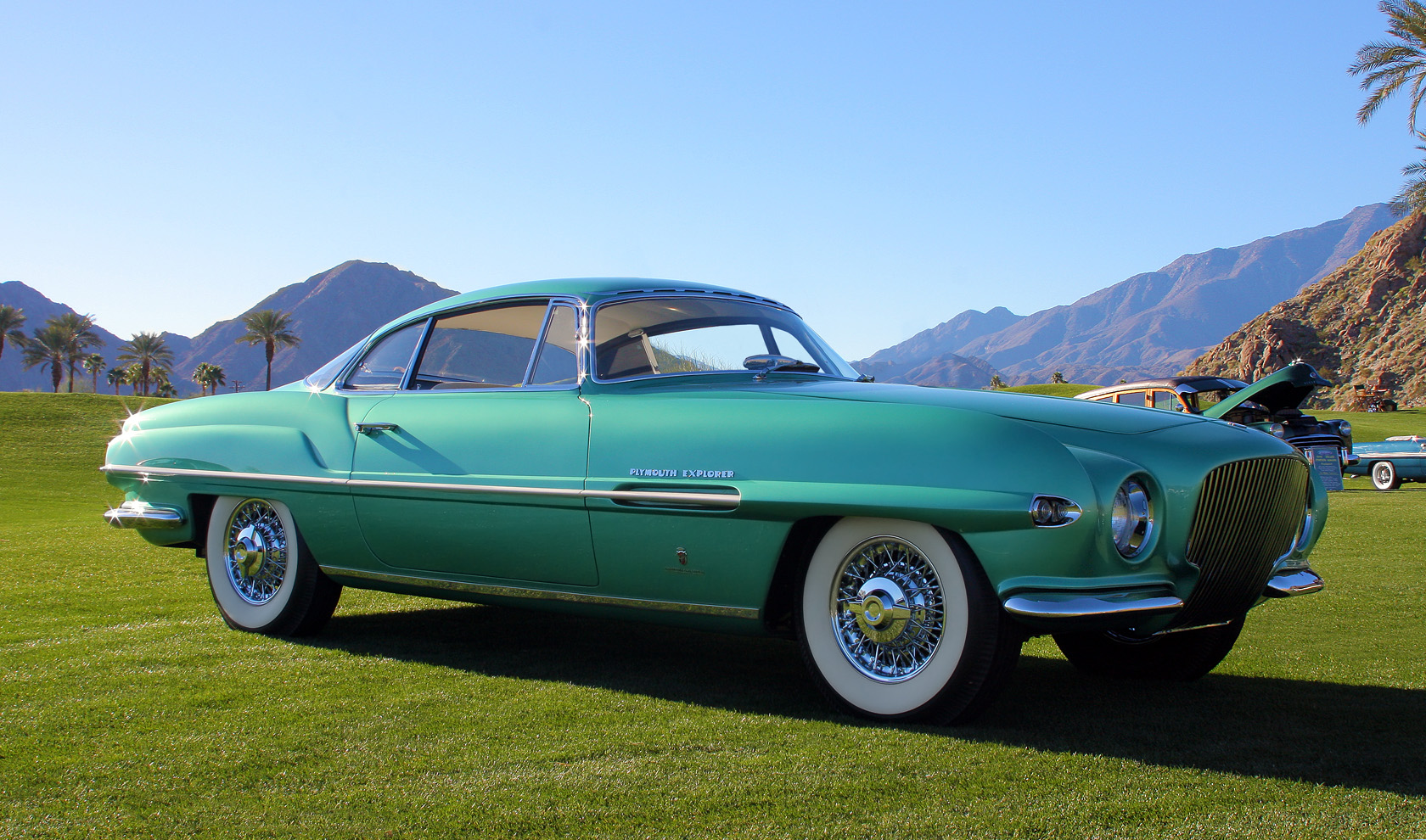
1954 プリムス・エクスプローラー コンセプトカー バイ ギア

エクスプローラー（Explorer ）は、アメリカの自動車ブランドプリムスが1954年に発表したクーペ型コンセプトカーである。デザイナーはカロッツェリア・ギア所属のルイジ・セグレ(1919-1963)。